# Панпсихізм
Панпсихізм — згідно з філософією розуму, — це погляд, згідно з яким розум або його подібний аспект є фундаментальною та всюдисущою рисою реальності. Також описується як теорія про те, що «розум є фундаментальною рисою світу, який існує в усьому Всесвіті». Це одна з найдавніших філософських теорій; її приписують філософам, зокрема Фалесу, Платону, Спінозі, Лейбніцу, Вільяму Джеймсу, Альфред Норт Уайтхеду, Бертрану Расселу і Ґалену Стросону. У 19 столітті панпсихізм був загальноприйнятою філософією розуму в західній думці, але в середині 20 століття він зазнав занепаду з підйомом логічного позитивізму. Недавній інтерес до важкої проблеми свідомості та розробки в галузях нейронауки, психології та квантової фізики відродили інтерес до панпсихізму в 21 столітті.

### Визначення та варіації
Слово «панпсихізм» буквально означає, що все має розум. Однак у сучасних дебатах це зазвичай розуміють як точку зору, згідно з якою ментальність є фундаментальним і повсюдним у світі природи. У поєднанні з широко поширеним припущенням, що фундаментальні речі існують лише на мікрорівні, панпсихізм передбачає, що принаймні деякі типи суб’єктів мікрорівня мають ментальність, і що екземпляри такого роду зустрічаються у всьому матеріальному всесвіті. У сучасній аналітичній філософії існує принаймні дві варіації панпсихізму, які відрізняються тим аспектом ментальності, який вважається фундаментальним і всюдисущим. Перший — панексперіенціалізм — погляд, згідно з яким свідомий досвід є фундаментальним і всюдисущим. Другий — панкогнітивізм — погляд, згідно з яким думка є фундаментальною та всюдисущою. Хоча в історії були деякі захисники панкогнітивізму, у сучасній аналітичній філософії всерйоз сприймаються лише панексперіенціалістичні форми панпсихізму.

#### Панкогнітивізм
Традиційна точка зору в аналітичній філософії полягає в тому, що думки — це психічні стани, які можна моделювати як психологічне ставлення до конкретних пропозицій. Хоча в історії були деякі захисники панкогнітивізму, у сучасній аналітичній філософії багато хто сумнівається, що правильно приписувати її тваринам, відмінним від людей, не кажучи вже про фундаментальні частинки. 

#### Панексперіенціалізм
Згідно з визначенням свідомості, яке є домінуючим у сучасній аналітичній філософії, щось є свідомим лише у випадку, якщо буття цієї речі включає якесь «відчуття»; тобто, якщо воно має певний досвід, незалежно від того, наскільки він базовий. Люди здатні отримати неймовірно багатий і складний досвід, коні – менший, миші – ще менший. Панексперіенціалісти вважають, що це зменшення складності досвіду продовжується через рослини, аж до основних складових реальності, можливо, електронів і кварків. 
Сучасні аналітичні філософи, такі як Девід Чалмерс, розрізняють кілька форм панексперіенціалізму:
- Конститутивний панпсихізм — погляд, згідно з яким факти про свідомість людей і тварин не є фундаментальними, а ґрунтуються на більш фундаментальних видах свідомості, наприклад, фактах про мікрорівневу свідомість або фактах, пов’язані зі свідомістю на космічному рівні.
- Неконститутивний панпсихізм —  погляд, згідно з яким факти про свідомість людини і тварин є одними з фундаментальних фактів; найчастіше приймає форму емерджентизму, згідно з яким свідомі розуми людей і тварин виникають як причинний продукт взаємодії між мікрорівневими свідомими суб’єктами.